# Luchtvaartnavigatie
Luchtvaartnavigatie omvat de techniek en de middelen om in de lucht te navigeren.
Het verschil tussen navigatie ter zee en op het land is dat in het luchtruim naast lengte- en breedtegraad een derde dimensie een rol speelt: de hoogte waarop men zich bevindt.

## Koers en richting

Effect van de wind

Doordat een vliegtuig door lucht beweegt die zelf ook in beweging is, ontstaat een verschil tussen de koers die de piloot aanhoudt (heading) en de richting waarin het toestel vliegt (track). De illustratie laat dit verschil zien.
Ook ontstaat een verschil tussen de snelheid ten opzichte van de omringende lucht (de zogenaamde luchtsnelheid) en de snelheid ten opzichte van de grond (de zogenaamde grondsnelheid). De luchtsnelheid (Eng: indicated airspeed) wordt gebruikt om te controleren of men een veilige snelheid aanhoudt om te kunnen vliegen. De grondsnelheid (Eng: groundspeed) geeft aan hoe snel het vliegtuig zich beweegt ten opzichte van de grond, hij wordt gebruikt in de navigatie.
Voor de navigatie gebruikt de piloot luchtvaartnavigatiekaarten. Op deze kaarten staan -naast landkenmerken- onder andere VOR/DME-bakens, NDB's en soms ook TACAN bakens aangegeven.

## Instrumenten
Bovendien wordt genavigeerd door middel van instrumenten.
Het instrumentarium van een vliegtuig kan bestaan uit:
- een hoogtemeter (Altimeter);
- een kunstmatige horizon (Attitude Indicator);
- een snelheidsmeter (Airspeed Indicator);
- een kompas (Heading Indicator, meestal een gyrokompas. Modernere kompassen zijn het ringlasergyrokompas en het fibre optic gyrokompas.);
- een variometer (VSI: Vertical Speed Indicator);
- een Bochtaanwijzer;
- een GPS-ontvanger;
- een VOR-ontvanger;
- een DME-ontvanger;
- een ILS-ontvanger;
- een TACAN ontvanger (voor militaire toestellen);
- een ADF-ontvanger.

Daarnaast heeft men voor communicatie met de luchtverkeersleiding ook:
- een VHF- en/of UHF-radioverbinding;
- een transponder.

Hedendaagse vliegtuigen maken vaak gebruik van:
- Traagheidsnavigatie voor de positiebepaling.
- een Flight management system, het flightmanagementsysteem helpt de piloten bij navigatie van het vliegtuig en het (economisch) plannen (verticaal en lateraal) van de route.